# كعكة ننتية
كعكة نَنْتِيّة أو ننطية أو كعكة نَنت أو نَنط أو كاتو نَانتيّ (بالفرنسية: Gâteau nantais) هي كعكة نشأت في مدينة نَنت أو ننط في فرنسا. الكعكة طرية دائرية مصنوعة من الدقيق والسكر زبدة مملحة  وبيض ودقيق لوز ثم تبلل بقطعة من الروم والليمون  وأحيانًا يكون وسطها من حلوى الهلام المشمشي. يعلو سطح الكعكة المستدير الشكل طلاء أبيض ممددٌ بالروم ويُستبدل بماء الليمون أو زهر البرتقال إذا كانت الكعكة ستقدم للأطفال. يوصى بعمل الكعكة قبل يوم من موعد تقديمها فهي تبقى على ما يرام. يُقال إن وصفة سابقة بدون بيض قد تبقى لمدة تراوح من ثلاثة إلى أربعة أسابيع.